# Titus Flavius Ulfus

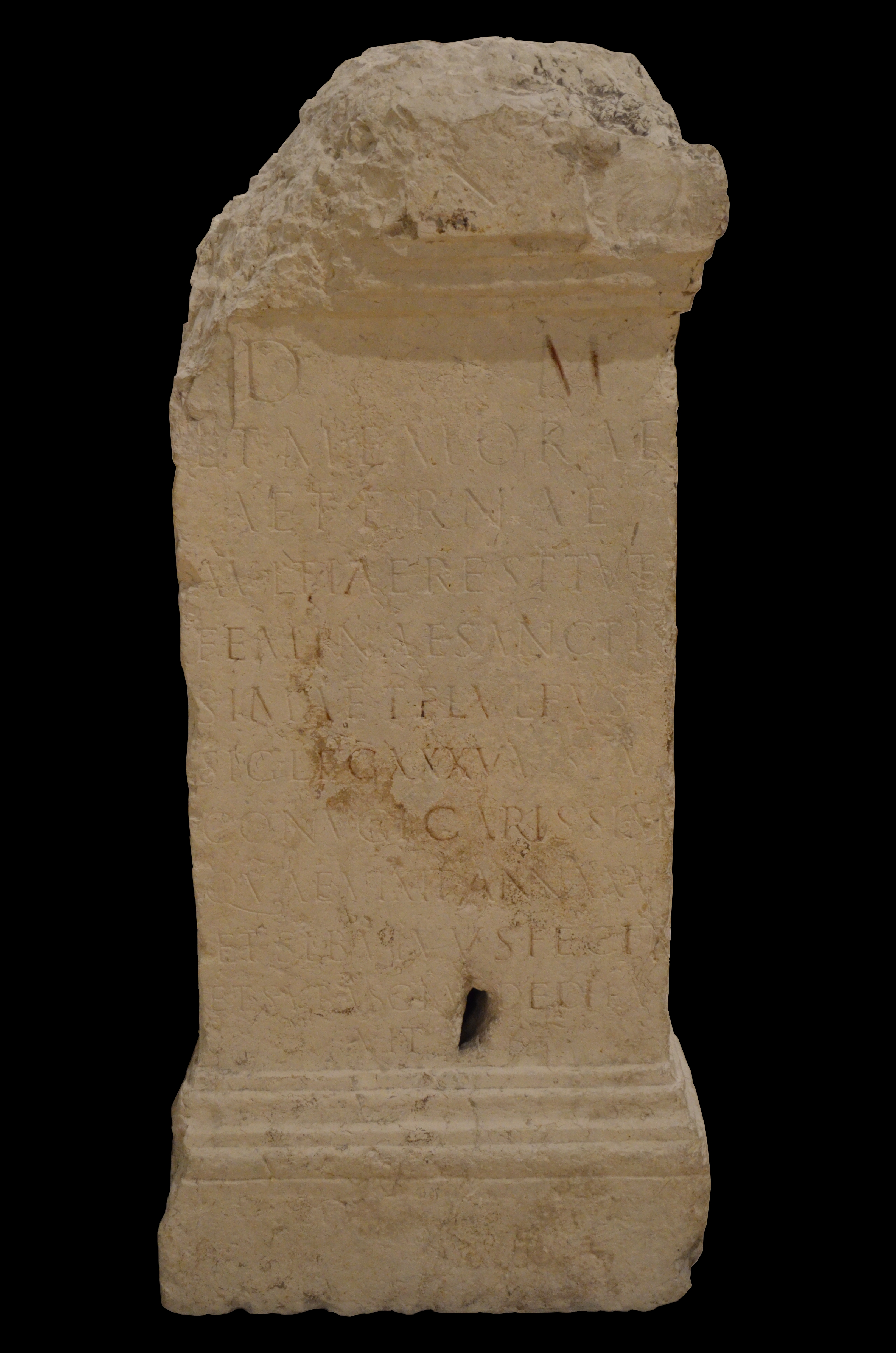
Die Inschrift

Titus Flavius Ulfus war ein im 3. Jahrhundert n. Chr. lebender Angehöriger der römischen Armee.
Durch eine Inschrift, die in Lugudunum gefunden wurde, ist belegt, dass Ulfus Signifer der Legio XXX Ulpia Victrix war. Er ließ den Grabstein für seine Ehefrau Avitia Restituta, die 25 Jahre alt wurde und sich selbst (zu seinen Lebzeiten) errichten und weihte ihn unter der Ascia.  Da die Legion in der Inschrift den Beinamen „Severiana Alexandriana“ trägt, kann das Grabmal in die Regierungszeit des Kaisers Severus Alexander (222–235) datiert werden.